# UR500运载火箭
UR500运载火箭（俄语：УР500），即基础型质子号运载火箭（Протон），是苏联于1961年开始研制的大型运载火箭。美国国防部对这种火箭的代号是“SL-9”，美国国会的谢尔顿命名法（用于识别火箭的衍生型号）则称其为“D”。这种两级液体火箭是整个质子号运载火箭家族的基础。
UR500型火箭由切洛梅设计局（OKB-52）负责研制，主设计师为弗拉基米尔·切洛勉。切洛勉当时与苏联另一位火箭设计师科罗廖夫之间存在激烈竞争。为了争夺给苏军开发新式洲际导弹的任务，切洛勉向苏联领导人赫鲁晓夫提出了一个庞大的计划，该计划要研制三种火箭：UR100、UR200和UR500，彼此之间存在继承关系。UR500就是在UR200（北约代号SS-10“瘦子”）基础上研发的，当时打算把它设计成射程12000公里的洲际导弹。1962年4月，这个计划获得批准。但是，由于在与竞争对手的比试中表现不佳，这些导弹中最后只有UR100（北约代号SS-11“美洲百合”）进入军队服役。UR200项目在1964年下马，UR500则被保留下来，最终成为苏联的主力运载火箭。
UR500最早的一个设计方案是直接用4枚UR200捆绑在一起，但这个可笑的方案很快就被放弃了。除了OKB-52以外，各分系统的负责单位还包括格鲁什科的OKB-456（负责发动机）和皮柳金的NII-885（负责控制系统）。整个开发工作于1965年完成，当年7月16日火箭进行了首飞。由于火箭第一次发射时携带的载荷为质子1号科学卫星，该火箭得名为质子号运载火箭。
UR500火箭的设计与苏联最早的那些由R-7洲际导弹衍生出来的运载火箭（如卫星号和联盟号）有了一些不同。虽然保留了第一级发动机沿环形安放的设计，但火箭是两级结构，而不像卫星号火箭是捆绑式结构（从而实际是一级半）。火箭第一级外侧环向布置了6个推进剂贮箱，但它们并非助推器，即在发射后不与箭体单独分离。UR500使用的推进剂是剧毒的肼类化合物。在UR500基础上增加若干级或上面级，就形成了质子号火箭的各种型号。
UR500有记录的发射任务共有4次，包括将质子2号、质子4号和宇宙146衛星这三颗卫星送上天，以及质子3号的一次发射失败。由于缺少上面级，它的运载能力很低，比竞争对手科罗廖夫的R-7系列高不了多少，而质量却比后者大得多。1966年这种火箭被停止使用。

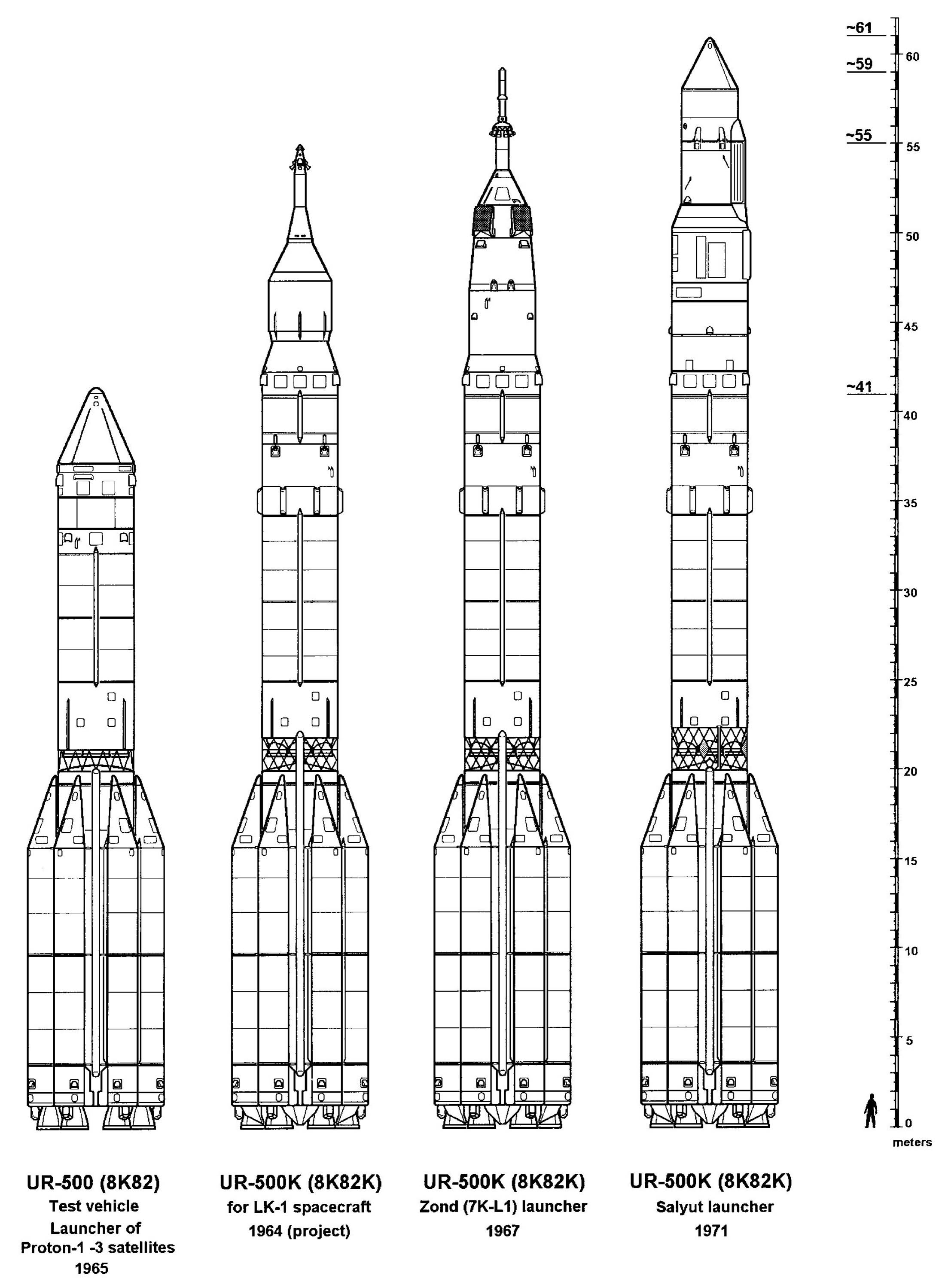
质子号火箭家族，最左侧为UR500

## 资料来源
- 《中国航天》，2004年10月号，25页
- 质子号运载火箭（页面存档备份，存于）